# Мюррей, Джордж (футболист)
Джордж Мюррей (англ. George Murray; род. 16 мая 1942, Белсхилл, Ланаркшир) — шотландский футболист и футбольный тренер, выступавший на позиции полузащитника.

## Карьера

### Клубная карьера
Во взрослом футболе дебютировал в 1962 году в клубе «Мотеруэлл», где провёл первые шесть сезонов своей игровой карьеры. В 1968 году перешёл в «Абердин», за который отыграл пять сезонов, выйдя на поле в 89 матчах. Завершил карьеру футболиста в 1973 году. 

### Карьера в молодёжной сборной
В 1964 году дебютировал в официальных матчах в составе молодёжной сборной Шотландии до 23 лет. В 1965 году провёл один матч за сборную Шотландской футбольной лиги.

### Тренерская карьера
В 1975 году Мюррей исполнял обязанности главного тренера клуба «Абердин» после ухода с этого поста Джимми Бонтрона. В 1981—1983 годах он также тренировал австралийский клуб «Канберра Сити», выступавший в национальной футбольной лиге.

## Личная жизнь
Младший брат Мюррея, Кэмми (1944—2025), тоже был футболистом и на профессиональном уровне выступал за клуб «Сент-Миррен».